# Emanuel Rasmus Grove (embedsmand)
 Der er flere personer med dette navn, se Emanuel Rasmus Grove (ingeniør).
Emanuel Rasmus Grove (13. september 1756 i København – 12. januar 1847 i Fredensborg) var en dansk embedsmand, medlem af den afrikanske konsulatsdirektion.
Emanuel Rasmus Grove var broder til admiralitetsdeputerede Carl Frederik Grove, dimitteredes 1772 fra Herlufsholm, fik kort derefter ansættelse i Admiralitetskollegiet og udnævntes 1777 til konsulatssekretær i Marokko. Efter konsulens hjemrejse fungerede han i dennes sted fra 1781-85, da han fik tilladelse til at vende hjem for at støtte moderen, der sad som enke i små kår.
1788 blev han kommitteret i Kommercekollegiet og sekretær (dvs chef) i Konsulatskontoret. Da det var af stor betydning for staten på en fyldestgørende måde at reklamere erstatning for de mange under revolutionen opbragte danske og norske skibe, sendtes Grove i begyndelsen af 1794 som generalkonsul til Paris, hvortil han ankom i revolutionens blodigste periode, og hvor han på grund af autoriteternes stadige vekslen havde meget møje med at fremme sit lands interesser.
1797 hjemkaidtes han for atter at træde ind i Kommercekollegiet. 1799 blev han administrerende direktør for Manufakturhandelen, i det han samtidig fritoges for konsulatsforretningerne undtagen de afrikanske. Hans særlige Indsigt i disse foranledigede, at han året efter, da de afrikanske sager udskiltes fra Udenrigsdepartementet og Kommercekollegiet under et særligt kollegium, den afrikanske Konsulatsdirektion, udnævntes til medlem heraf, en post, han beklædte, indtil direktionen atter ophævedes 1837. I december 1804 søgte og fik Grove, der følte sig tilsidesat i Kommercekollegiet, sin afsked herfra.
Grove betragtedes som en i handels- og finanssager mere end almindelig kyndig mand med et særligt greb på at repræsentere, og der betroedes ham derfor også flere sendelser til pengemarkedet i Holland under de for staten mest prekære finansielle forhold, således 1799 i anledning af penge- og kreditvæsenets daværende slette tilstand, 1809 for at opnå udsættelse med betalingen af 1 million gylden og 1813, efter Statsbankerotten, for at søge et lån, så påtrængende, at hans instruks endog tillod ham subsidiært at sætte krondiamanterne i pant. 1801 sendtes han til St. Petersborg for at udvirke kornudførsel til det nødlidende Norge.
Grove var medlem af forskellige inden- og udenlandske videnskabelige selskaber (således f.eks. fra 1810 af Det kongelige danske Selskab for Fædrelandets Historie) og i flere år præses for Landhusholdningsselskabet. Han havde omfattende kundskaber og interesser, talte 8-10 sprog og ansåes for en god kunstkender.
Han ægtede 1. (6. juli 1787) Petronelle Brinck-Seidelin (født 24. november 1755 død 27. april 1801), en datter af assessor i Højesteret, konferensråd Hans Diderik Brinck-Seidelin til Eriksholm og Ingeborg født Bering, 2. (24. juni 1805) Johanne Elise Hiort (født 10. marts 1786 død 10. april 1873), datter af amtmand, siden kommitteret i Rentekammeret, etatsråd Andreas Hiorth og Rachel født Gjerløv, og døde 90 år gammel i Fredensborg og er begravet på Asminderød Kirkegård.
Grove var 1810 blevet etatsråd og 1826 konferensråd. Ridder af Dannebrog 1810 og Dannebrogsmand 1828. Han er portrætteret på akvarel i familieeje. Buste i Landhusholdningsselskabet. Stik af Gilles-Louis Chrétien efter tegning af Fouquet.